# Proceratophrys
Proceratophrys är ett släkte av groddjur. Proceratophrys ingår i familjen Cycloramphidae.
Kladogram enligt Catalogue of Life:
| Proceratophrys | \| \| Proceratophrys appendiculata \| \| \| \| \| \| Proceratophrys avelinoi \| \| \| \| \| \| Proceratophrys bigibbosa \| \| \| \| \| \| Proceratophrys boiei \| \| \| \| \| \| Proceratophrys brauni \| \| \| \| \| \| Proceratophrys concavitympanum \| \| \| \| \| \| Proceratophrys cristiceps \| \| \| \| \| \| Proceratophrys cururu \| \| \| \| \| \| Proceratophrys goyana \| \| \| \| \| \| Proceratophrys laticeps \| \| \| \| \| \| Proceratophrys melanopogon \| \| \| \| \| \| Proceratophrys moehringi \| \| \| \| \| \| Proceratophrys palustris \| \| \| \| \| \| Proceratophrys paviotii \| \| \| \| \| \| Proceratophrys phyllostoma \| \| \| \| \| \| Proceratophrys renalis \| \| \| \| \| \| Proceratophrys schirchi \| \| \| \| \| \| Proceratophrys subguttata \| \| \| \| |
|                | \| \| Proceratophrys appendiculata \| \| \| \| \| \| Proceratophrys avelinoi \| \| \| \| \| \| Proceratophrys bigibbosa \| \| \| \| \| \| Proceratophrys boiei \| \| \| \| \| \| Proceratophrys brauni \| \| \| \| \| \| Proceratophrys concavitympanum \| \| \| \| \| \| Proceratophrys cristiceps \| \| \| \| \| \| Proceratophrys cururu \| \| \| \| \| \| Proceratophrys goyana \| \| \| \| \| \| Proceratophrys laticeps \| \| \| \| \| \| Proceratophrys melanopogon \| \| \| \| \| \| Proceratophrys moehringi \| \| \| \| \| \| Proceratophrys palustris \| \| \| \| \| \| Proceratophrys paviotii \| \| \| \| \| \| Proceratophrys phyllostoma \| \| \| \| \| \| Proceratophrys renalis \| \| \| \| \| \| Proceratophrys schirchi \| \| \| \| \| \| Proceratophrys subguttata \| \| \| \| |
|                | Alsodes |
|                | |
|                | Crossodactylodes |
|                | |
|                | Cycloramphus |
|                | |
|                | Eupsophus |
|                | |
|                | Hylorina |
|                | |
|                | Insuetophrynus |
|                | |
|                | Limnomedusa |
|                | |
|                | Macrogenioglottus |
|                | |
|                | Odontophrynus |
|                | |
|                | Rhinoderma |
|                | |
|                | Rupirana |
|                | |
|                | Thoropa |
|                | |
|                | Zachaenus |
|                | |
|                | Proceratophrys appendiculata |
|                | |
|                | Proceratophrys avelinoi |
|                | |
|                | Proceratophrys bigibbosa |
|                | |
|                | Proceratophrys boiei |
|                | |
|                | Proceratophrys brauni |
|                | |
|                | Proceratophrys concavitympanum |
|                | |
|                | Proceratophrys cristiceps |
|                | |
|                | Proceratophrys cururu |
|                | |
|                | Proceratophrys goyana |
|                | |
|                | Proceratophrys laticeps |
|                | |
|                | Proceratophrys melanopogon |
|                | |
|                | Proceratophrys moehringi |
|                | |
|                | Proceratophrys palustris |
|                | |
|                | Proceratophrys paviotii |
|                | |
|                | Proceratophrys phyllostoma |
|                | |
|                | Proceratophrys renalis |
|                | |
|                | Proceratophrys schirchi |
|                | |
|                | Proceratophrys subguttata |
|                | |

|  | Proceratophrys appendiculata   |
|  |                                |
|  | Proceratophrys avelinoi        |
|  |                                |
|  | Proceratophrys bigibbosa       |
|  |                                |
|  | Proceratophrys boiei           |
|  |                                |
|  | Proceratophrys brauni          |
|  |                                |
|  | Proceratophrys concavitympanum |
|  |                                |
|  | Proceratophrys cristiceps      |
|  |                                |
|  | Proceratophrys cururu          |
|  |                                |
|  | Proceratophrys goyana          |
|  |                                |
|  | Proceratophrys laticeps        |
|  |                                |
|  | Proceratophrys melanopogon     |
|  |                                |
|  | Proceratophrys moehringi       |
|  |                                |
|  | Proceratophrys palustris       |
|  |                                |
|  | Proceratophrys paviotii        |
|  |                                |
|  | Proceratophrys phyllostoma     |
|  |                                |
|  | Proceratophrys renalis         |
|  |                                |
|  | Proceratophrys schirchi        |
|  |                                |
|  | Proceratophrys subguttata      |
|  |                                |